# Isaac Hayden
Isaac Hayden (Chelmsford, 1995. március 22. –) angol születésű jamaicai válogatott labdarúgó.

## Pályafutása
Hayden 2013 szeptember 25-én játszotta első mérkőzését egy West Bromwich Albion elleni Ligakupa mérkőzésen. Játszott az angol U16-os, U17-es, U18-as, U19-es, U20-as és U21-es válogatottakban.

## Sikerei, díjai
Newcastle United
- EFL Championship: 2016–17